# The Protector
The Protector é uma série de televisão de fantasia e dramática turca estrelada por Çağatay Ulusoy. Foi criado por Binnur Karaevli e dirigido por Can Evrenol, Umut Aral e Gönenç Uyanık. A primeira temporada consiste em 10 episódios e foi lançada na plataforma de streaming Netflix em 14 de dezembro de 2018. A segunda temporada consiste em 8 episódios e foi disponibilizada em 26 de abril de 2019. E a terceira em 2020 a quarta temporada vai estrear na Netflix no dia 9 de julho de 2020

## Temporadas
| Temporada | Temporada | Episódios | Data de lançamento     |
| --------- | --------- | --------- | ---------------------- |
|           | 1         | 10        | 14 de dezembro de 2018 |
|           | 2         | 8         | 26 de abril de 2019    |
|           | 3         | 7         | 6 de março de 2020     |
|           | 4         | 7         | 9 de Julho de 2020     |

## Elenco
- Çağatay Ulusoy como Hakan Demir
- Ayça Ayşin Turan como Leyla Sancak
- Hazar Ergüçlü como Zeynep Erman
- Okan Yalabık como Faysal Erdem
- Mehmet Kurtuluş como Mazhar Dragusha
- Yurdaer Okur como Kemal Erman
- Burçin Terzioğlu como Rüya
- Saygın Soysal como Mergen
- Yücel Erten como Neşet Korkmaz
- Mehmet Yılmaz Ak como Tekin
- Defne Kayalar como Suzan Bayraktar
- Cankat Aydos como Memo
- Şebnem Sönmez como Ayşe Tokatlı
- Fatih Dönmez como Orkun Akın
- Cem Yiğit Üzümoğlu como Emir Türker
- Cihat Süvarioğlu como Yasin Karakaya
- Kubilay Karslıoğlu como Serdar Türker
- Cem Bender como Timur
- Helin Kandemir como Ceylan
- Şenay Aydın como Derya
- Alp Boyraz como Ali